# Prîvitne, Alușta
Prîvitne (în ucraineană Привітне) este localitatea de reședință a comunei Prîvitne din orașul regional Alușta, Republica Autonomă Crimeea, Ucraina.

## Demografie
Componența lingvistică a localității Prîvitne
     Rusă (65,69%)
     Tătară crimeeană (26,5%)
     Ucraineană (6,61%)
     Alte limbi (0,33%)
Conform recensământului din 2001, majoritatea populației localității Prîvitne era vorbitoare de rusă (65,69%), existând în minoritate și vorbitori de tătară crimeeană (26,5%) și ucraineană (6,61%).